# Nallamala-Berge
Die Nallamala-Berge (= „Schwarze Berge“; auch Nallamalai-Berge, engl. Nallamala Hills oder Nallamala Range, Telugu నల్లమల్ల కొండలు) sind eine nahezu flächendeckend bewaldete Bergregion im Norden des südlichen Teils des südindischen Bundesstaates Andhra Pradesh.

## Geografie
Die Nallamala-Berge befinden sich südlich des Krishna in den Ostghats. Die Täler und Bergrücken des Gebiets verlaufen vorwiegend in Richtung Nord-Süd, der Gebirgszug verläuft über etwa 430 km parallel zur östlich gelegenen Koromandelküste, im Süden wird er durch das Tirupati-Becken begrenzt. Die Breite des Gebiets beträgt etwa 30 km, die Fläche ungefähr 7640 km².
Das Klima ist grundsätzlich heiß und trocken, die Höchsttemperaturen liegen zwischen 43 °C und 45 °C im Mai, die Tiefstwerte bei 8 °C im Dezember. Die Niederschlagsmenge liegt durchschnittlich zwischen 900 und 1000 Millimetern.

## Bevölkerung
Die Nallamalla-Berge sind außerordentlich dünn besiedelt; es gibt nur ganz wenige Dörfer.

## Flora
Die Vegetation entspricht meist tropischen, laubabwerfenden Wäldern, sowohl Trockenwälder als auch Feuchtwälder kommen vor, gemischt mit Buschwerk.

## Fauna
Die Biodiversität der Nallamala-Berge gilt als groß. Dies gilt auch für die dortige Fauna, bei einer Untersuchung im Jahr 2002 wurden 74 Säugetier- und 302 Vogelarten gezählt. Fast die Hälfte der Fläche der Nallamala-Berge gehört zum Nagarjunasagar-Srisailam-Tigerreservat (3568 km²), dem einzigen Gebiet in Andhra Pradesh, in welchem Tiger vorkommen. Ein weiteres Schutzgebiet ist in diesem Gebiet ist das Gundla-Brahmeshwararn-Naturschutzgebiet mit einer Fläche von 1198 km².